# Sing Sing (együttes)
A Sing-Sing zenekar a 90-es évek egyik legsikeresebb magyar dallamos-rock zenekara.
A dallamos, de gitárközpontú zene és a fiatalok életével, gondjaival (szerelem, bulik, katonaság) foglalkozó dalaikkal sikeresen szólították meg őket. Legismertebb daluk a Halál a májra.
1988-ban jött létre, Százhalombattán, stílusukra hatással volt a  Mötley Crüe a Skid Row, a White Lion, és a  Pink Cream 69  1989 nyarán részt vettek a tokaji Rock Gyermekei Táborban, ahol közönségdíjasok lettek. Ezzel elindult a csapat szekere is. Tíz nagylemezt készítettek, amiből a Bűn az élet aranylemez lett. Egy rajongók által szervezett pomázi tábor sikerén felbuzdulva 1994-ben nyarán a csapat és a rajongók megtartották az első Sing Sing-tábort Tokajban. Ezt további négy követte.
1998-ban azonban megtört a csapat lendülete. A nem túl sikeres Sztrájk című lemez után Abaházi Zoltán vallási okból elhagyta a zenekart. A helyére Jung Norbert érkezett, ám vele már nem volt hosszú életű a csapat és 1999 elején feloszlottak.

## Története

### Kezdetek
A zenekar a két százhalombattai rock zenét játszó együttes, a dallamos pop-rockot játszó Magazin (Csordás Levente, Hangyássy László) és a dallamos heavy metalt játszó Triton (Csarnoki Antal, Tobola Csaba, Kun Péter) együttes tagjaiból alakult Százhalombattán.
Indulásukhoz sok segítségen kaptak Szép Istvántól és a battai művelődési háztól. Már a Magazin is ért el sikereket, de a lemezkiadás nem sikerült. A Tritont Kun és Bárkányi Zsolt katonai szolgálata évekre tetszhalotti állapotba hozta. Ekkor Csarnoki belépett a Magazinba, évekig mindkét bandában tag volt, de ez a barátságba belefért. 1988-ra állt őssze a Csordás-Kun-Csarnoki-Hangyássy-Tobola felállás, ami szinte azonnal fel is bomlott,
Csordás Levente énekes az Egyesült Államokba költözött, így négyen maradtak, majd  zenei nézetkülönbségek miatt Péter is  kiszállt, bár a barátság megmara dt Ezután alakult ki a ma is ismert Sing Sing zenekar a szekszárdi Abaházi fivérekkel. A dobokon Tobola Csaba, gitárokon Csarnoki Antal és Abaházi Zoltán játszott, míg a basszusgitáros Hangyássy László és az énekes Abaházi Csaba lett.
Részt vettek a tokaji Rock Gyermekei táborban, ahol közönségdíjasok lettek.  Ezután Tobola Csaba távozott az Új-Tritonba, ahol Kun mellett Andrics László (később Black-Out) volt a harmadik tag, innen kerültek a Szigeti Ferenc által alapított Kanguru zenekarhoz. Érdekesség, hogy Csaba a helyére érkező Boros Péter pedig épp a Kangurut hagyta ott, gyakorlatilag helyet cseréltek Tobolával. 1989-ben a Kanguru az Új-Triton tagjaiból plusz Nemcsók Csoki Jánosból állt.
A Sing-Sing 1990-ben rögzíthette az első lemezét, amely az Életfogytig Rock 'n Roll címet kapta. A Mötley Crüe-re jellemző erős gitár riffek a többi hard rock bandánál keményebb hangzású anyagot szült. A jól képzett és rutinos zenészek mellett egyedül az éneket érték kritikák.  Két egykori Magazin nóta is felkerült némileg rockositva, a "Nehéz lehet hősnek lenni" és a "Sírni csak a győztesnek szabad". Érdekes, hogy Triton nóta nem került fel a lemezre.  A látványos, lendületes koncertek, hibátlan fazon, Csaba kitűnő frontemberi tevékenysége meghozta a gyümölcsét.
91-ben elkészült a következő lemez, mely a "Törvények Nélkül" címet kapta, ez az elődjénél komplexebb hangzású volt, ha hasonlítani kell akkor a Skid Row említhető, főleg a dalszövegekben. (Mi vagyunk a vad ifjúság)  Ezután ismét doboscsere következett, bár a zenekar tagjai próbálták elkerülni a behívó "átvételét" de Boros Pétert megtalálta a sereg, elvitték katonának. Helyét először csak helyettesként, majd hamarosan és véglegesen Váry "Marci" Zoltán vette át, aki a turnén előzenekar Mister-X tagja volt.
Leszerése után Boros "Pöpi" Péter külföldre ment vendéglátózni.

### Sikerek
A következő lemez szövegeinek megírásába már besegítettek a Sex Action tagjai is. A lemez 92-ben jelent meg Élve vagy halva címmel. Ezzel a lemezzel egy új stílusba léptek a srácok, az éppen divatos "dirty" rock felé mozdult el, a korábbi Skid Row – Bon Jovi vonaltól. A közös túrné a Sex Actionnal hatalmas siker. A lemezbemutató a Petőfi Csarnokban volt, amely meg is telt erre az alkalomra.
'93-ban egy feldolgozáslemez után jött a csapat legnagyobb sikere, a Bűn az élet, amelyért átvehették az aranylemezt is. Ezt a lemezt Kun Péter emlékének ajánlották, és szerepelt rajta egy emlékére írt instrumentális dal, a 9386 (ennyi napot élt Péter). Ezen az albumon szerepelt továbbá a legismertebb számuk, a Halál a májra (melynek felvették egy technós változatát is).
Ebben az időben hívták be Csarnoki Antalt is katonának, aki a polgári szolgálatot választotta, így a zenekarral tudott maradni.
'94-től elindultak a tokaji Sing-Sing táborok és megjelent egy válogatáslemez. '96-ban következett a Tettes vagy áldozat, majd még ebben az évben egy koncertlemez, a Tábor '96.

### Hanyatlás
1998-ban jelent meg a következő lemez, az éles stílusváltást hozó, a rock műfajtól jelentősen eltávolodó Sztrájk, mely nem is ért el túl nagy sikert.
1998-ban Abaházi Zoltán életében éles  változás állt be. Az akkoriban már rendkívül gyorsan növekedő Hit Gyülekezete egyik szertartásán részt vett, ez megváltoztatta az életét, gondolkodásmódját. Hamarosan távozott a zenekarból, a többiek pedig úgy döntöttek, hogy nélküle folytatják. Hamarosan ötödik tagnak érkezett Jung Norbert, de Cerka dalszerzői képességét nem tudták pótolni. A zenekar megfáradt, a Sztrájk album sikertelensége kétségessé tette a folytatást. 1999-ben ismét megjelent egy válogatáslemez, és a zenekar megünnepelte a tizedik szülinapját egy koncerttel a Petőfi Csarnokban. A koncerten vendégként felléptek a korábbi tagok is – Tobola Csaba, Boros Péter és Abaházi Zoltán. Ezután a zenekar bejelentette a feloszlást.

### A feloszlás után
Abaházi Csaba rádiós műsorvezető lett, jelenleg is ezzel foglalkozik, alkalmanként fellép, mint énekes. Abaházi Zoltán polgári foglalkozás mellett a Hit Gyülekezete zenekarában zenél (új dalait lásd: "Face to face" együttes két albuma: Kegyelem, Emberdal). Csarnoki Antal egy ideig a civil megélhetés mellett gitározást oktatott. Az Irigy Hónaljmirigyben, előbb, mint kisegítő gitáros, majd Ambrus Zoltán kiválásával állandó tag lett. Hangyássy László rock menedzseri istállót alapított, próbaterem komplexumot alakított ki Csepelen, sikeres rendezvény szervező. (->Sörolimpia) Előbb a Zero-G nevű alter-rock bandában játszott, majd a party-rock Zorall oszlopos tagja lett. Váry Zoltán 1995-ben megalapitja a KISS Forever Band nevű tribute bandát, ami supergroup, ebben játszott 2005-ig Tobola Csaba is, valamint Maróthy Zoltán és Fűzfa "Pocky" Zoltán tagok még.
2005-ben hosszú hallgatás után megjelent a Tíz év a Sing Singben DVD, ami a csapat videóklipjeit, interjúkat és egyéb felvételeket tartalmazta. 2007-ben egy díszdobozban rengeteg extrával újra ki lett adva az összes lemez. Ennek a címe Összezárva '89 – '99. 2009-ben lehetőség adódott egy koncertre, hiszen a zenekar a huszadik szülinapját ünnepelte volna, de Abaházi Zoltán nem kívánt fellépni a zenekarban, illetve csak úgy, hogy a koncerten háttal áll a közönségnek. A többiek ezt nem tudták elfogadni, ahogy azt sem, hogy nélküle lépjenek fel. A rajongók viszont továbbra is várták őket, hátha egyszer talán mégis lesz Sing Sing buli.
Ennek hatására Csarnoki Antal és Hangyássy László úgy döntöttek hogy felélesztik a Sing Singet. Abaházi Zoltán gitáros posztját Váry Zoltán vette át, aki a Kiss Forever Band Kiss tribute bandben gitározik is. A dobos pedig Boros Péter "Pöpi" lett, aki a Sing Singben Váry "Marci" Zoltán elődje volt (az első 2 lemezt is vele vették fel). Már csak énekes kellett Abaházi Csaba helyére, aki előbb különböző indokokkal több koncertet is lemondott, majd bejelentette, hogy testvére nélkül nem akar tag lenni. Bár érdekes lett volna a Magazinos Csordás Levi mint énekes, de végül az Irigy Hónaljmirigy-ből Sipos Tamás lett a hang.
A visszatérő koncert 2013. május 16-án volt a budapesti Zöld Pardonban.

### A folytatás
2013. május 16-án a Zöld Pardonban újra koncerttel álltak elő, melyet hosszas előkészületi munka előzött meg. A koncertnek az "Első Csapás" címet adták a fiúk.
3 csapást terveztek a fiúk évente, de már az első évben, 2013-ban rögtön 4 lett belőle a nagy igény miatt.
A Zöld Pardon után jött a Balatonszemes Sörolimpia, ezt követte a Budapest Park és végül ősszel a Barba Negra.
2014 februárjában újabb koncerttel álltak elő.
Ekkor a felállás a következő:
- Boros Péter – dob,
- Csarnoki Antal "Atom" – gitár,
- Lévai-Hangyássy László – basszusgitár,
- Váry Zoltán – gitár,
- Sipos Tamás – ének.

A 2019-es év újabb változást hozott, Boros "Pöpi" Péter egészségügyi okokra hivatkozva kiszállt a zenekarból. Pótlására Váry "Marci" Zoltán visszaült a dobok mögé, míg a gitárosi posztott Lévai-Hangyássy Bence, Hangya idősebb gyermeke kapta. Ez évben egy zenei érdekesség is született, Akusztik címmel akusztikus koncertet adtak.
2023 július 30.-án Százhalombattán nagysikerű koncertet adtak Kun Péter halálának 30. évfordulója tiszteletére. Ezen felcsendültek a Magazin és a Triton dalai is, melyekben a régi tagok mellett Péter lánya Kun Petra is fellépett. A Magazin nótáiban billentyűkön mig egy Triton nótában apja legendás B.C. Rich gitárján játszott.
A fináléban Abaházi Csaba is beszállt énekelni, igy több mint 20 év után ismét fellépett a Sing Sing zenekarban. A százhalombattai koncert vendégei a 2023 februári, budapesti 35 éves jubileumi koncerten is felléptek.
Felállás 2019-től:
- Lévai-Hangyássy Bence – ritmusgitár
- Csarnoki Antal – szólógitár,
- Lévai-Hangyássy László – basszusgitár,
- Váry Zoltán – dobok,
- Sipos Tamás – ének.

## Diszkográfia
- Életfogytig Rock 'n Roll (1990)
- Törvények nélkül (1991)
- Élve vagy halva (1992)
- Sing Sing Plusz (feldolgozás, 1993)
- Bűn az élet (1993)
- Best of Sing Sing '89-94. (1994)
- Lökd ide a sört (maxi, 1996)
- Tettes vagy áldozat (1996)
- Tábor '96 (koncert, 1996)
- Sztrájk (1998)
- Sztrájk (maxi, 1998)
- Életfogytig Sing Sing (válogatás, 1998)
- 10 év a Sing Sing-ben (DVD, 2005)
- Összezárva '89-'99 (2007)
- Visszaesők (2015)